# 乔志强
乔志强（1928年—），男，汉族，山西交城人，中国近代史学家，山西大学教授，曾任山西大学历史研究所所长，山西省社会科学联合会副主席，中国史学会理事。